# Mount Pleasant (Arkansas)
Mount Pleasant è un comune degli Stati Uniti d'America, situato in Arkansas, nella contea di Izard.